# پوهالیادا
پوهالیادا (به لاتین: Pohaliyadda) یک منطقهٔ مسکونی در سری‌لانکا است که در استان مرکزی (سری‌لانکا) واقع شده‌است.